# 起線
起線（日语：／）是連接愛知縣一宮市新一宮站（廢除前為八幡町站）至同縣中島郡起町（後來曾經為尾西市，現時為一宮市）起站之間的名古屋鐵道（名鐵）電車路線，現時已經廢除。

## 路線資料
※如沒有特別指明，資料截至路線廢除前一刻
- 路線距離（營業距離）：八幡町至起之間 5.3 公里
- 軌距：1067毫米
- 車站數目：10座（包括起終點站）
- 雙線區間：沒有（全程單線）
- 電氣化區間：全線（直流600V）

## 歷史
1953年（昭和28年）6月，起線暫停營運，隨後廢除。
在這時候，由於沿線人口增加，使客運需求上升。可是，此線由於土地問題（道路寬度等）而未能夠擴展至雙線化，使增強運輸能力受到限制。另一方面，由於尾西線架空電纜電壓提升至1500伏特，在1952年（昭和27年），起線不再駛入至新一宮站（現時：名鐵一宮站）。隨後更安排你替代巴士服務駛入新一宮站，以一個較低的成本增強運輸力。使起線在這時候暫停營運，並在1年後正式廢除，完全改為巴士服務。
另外，通常鐵路廢除改為巴士服務是由於客量少而進行這個措施，但是此線與高富線一樣，這是由於客量過多而改為巴士服務。都是比較少見的例子。另外，敷設起線的道路截至2020年都是雙線雙程行車。在北邊的縣道一宮大垣線（直至濃尾大橋東邊前為四線雙程行車）有著繞道的功能。
- 1921年（大正10年）8月5日 - 為了方便乘客來往起至一宮之間，取得了軌道敷設許可[3]。
- 1922年（大正11年）3月25日 - 蘇東電氣軌道成立[4]。
- 1923年（大正12年）11月22日 - 蘇東電氣軌道與名古屋鐵道合併[5][6]。
- 1924年（大正13年）2月1日 - 起至一宮（後來為八幡町）之間全長5.3公里的蘇東線開業。當時的電車站包括一宮、馬引、籠屋、尾張三條、西三條、尾張中島和起。
- 1925年（大正14年）1月31日 - 馬引至一宮之間開設競馬場前臨時電車站[7]。
- 1930年（昭和5年）
  - 競馬場前臨時停留場被廢除[8]。
  - 12月20日 與尾西線共用部分路段，開始駛入新一宮站[9]。
- 1944年（昭和19年）- 馬引站、籠屋站、西三條站、新三條站和工業高校前站暫停營業。
- 1946年（昭和21年）8月15日 - 馬引站、籠屋站、西三條站、新三條站和工業高校前站重開。
- 1948年（昭和23年）5月16日 - 路線名稱改為起線。
- 1949年（昭和24年）12月1日 - 一宮站改名為八幡町站，東洋紡績前站改名為一宮醫院前站，工業高校前站改名為西中島站。
- 1952年（昭和27年）12月24日 - 尾西線架空電纜升壓至1500伏特。使起線電車不再駛入新一宮站[9]。
- 1953年（昭和28年）6月1日 - 起線全線暫停營運，開始改由巴士代行。巴士會駛入新一宮站內。
- 1954年（昭和29年）6月1日 - 全線廢除[1]。

## 車輛
參考資料：神田功《鐵道畫刊1971年1月號》、
Mo40形（Mo40 - Mo43）
前・DeShi100形。該車輛是為了此線而製造，由開業至廢線期間一直使用。
Mo25形（Mo25 - Mo28）
前・岐北輕便鐵道甲形→Mo15形。在1940年代從鏡島線行走轉為此線上行走，直至廢線為止。
DD62、DD63號
前・美濃電氣軌道的二軸車。Mo15形從岐阜市內線行走轉為此線上行走。
Mi1形（Mi3）
灑水車。

## 車站列表
- 以下車站列表取自廢除前一刻（參考今尾 (2008)）
- 所有車站位於愛知縣內。

| 中文站名   | 日文站名   | 英文站名            | 站間營業距離 | 累計營業距離 | 接續路線 | 所在地 | 所在地 |
| ---------- | ---------- | ------------------- | ------------ | ------------ | --- | ------ | ------ |
| 新一宮     | 新一宮     |                     |              | -0.3         | 1952年（昭和27年）12月24日不再駛入該站 名古屋鐵道：名古屋本線、尾西線 日本國有鐵道：東海道本線（尾張一宮站） | 一宮市 | 一宮市 |
| 八幡町     | 八幡町     | Hachimanchō         | -            | 0.0          | 同上（步行轉乘）                                                                                             | 一宮市 | 一宮市 |
| 一宮醫院前 | 一宮病院前 | Ichinomiya Byōinmae | 1.0          | 1.0          | | 一宮市 | 一宮市 |
| 馬引       | 馬引       | Mabiki              | 0.7          | 1.7          | | 中島郡 | 大和町 |
| 籠屋       | 篭屋       | Kagoya              | 0.7          | 2.4          | | 中島郡 | 起町   |
| 尾張三條   | 尾張三条   | Owari Sanjō         | 0.5          | 2.9          | | 中島郡 | 起町   |
| 西三條     | 西三条     | Nishi-sanjo         | 0.5          | 3.4          | | 中島郡 | 起町   |
| 新三條     | 新三条     | Shin-sanjo          | 0.2          | 3.6          | | 中島郡 | 起町   |
| 尾張中島   | 尾張中島   | Owari nakajima      | 0.7          | 4.3          | | 中島郡 | 起町   |
| 西中島     | 西中島     | Nishi-Nakajima      | 0.5          | 4.8          | | 中島郡 | 起町   |
| 起         | 起         | Okoshi              | 0.5          | 5.3          | | 中島郡 | 起町   |

## 注腳
1. 1 2 3  （構成）鉄道ピクトリアル編集部. . 鐵道畫刊 (電氣車研究會). 2009-03, 816: 98 （日语）.
2. ↑  德田耕一JTB，2001年，p.80
3. ↑  「軌道特許状下付」《官報》1921年8月8日（國立國會圖書館數碼化收藏）
4. ↑  《日本全国諸会社役員録. 第31回》（國立國會圖書館數碼化收藏）
5. ↑  《鉄道省鉄道統計資料. 大正12年度》（國立國會圖書館數碼化收藏）
6. ↑  德田耕一《名鉄の廃線跡を歩く》JTB，2001年、p.80 指出是11月1日
7. ↑  矢野吉彥, , 交通新聞社新書（日语：交通新聞社新書）, 交通新聞社: 74, 2018.4, ISBN 978-4-330-87718-1 （日语）
8. ↑  矢野吉彥, , 交通新聞社新書, 交通新聞社: 190-191, 2018.4, ISBN 978-4-330-87718-1 （日语）
9. 1 2  德田耕一. . JTB. 2001: 255. ISBN 978-4533039232 （日语）.

## 外部連結
- 起線路線地圖 （页面存档备份，存于）（日語）